# Konservative Aktion
Die Konservative Aktion e. V. war ein politischer Verein in Deutschland, dessen Existenz für die Jahre 1981 bis 1986 belegt ist.

## Gründungsgeschichte
Der Verein ging aus der „Bürgeraktion Demokraten für Strauß“ hervor, die den damaligen CSU-Kanzlerkandidaten Franz Josef Strauß im Bundestagswahlkampf 1980 unterstützte. Nach dessen Niederlage im Oktober 1980 sammelten sich Mitglieder der Organisation, die dem rechten Flügel der Unionsparteien zuzurechnen waren, in der Konservativen Aktion.
Der Verein wurde am 12. Juni 1981 von dem ehemaligen tschechischen Schachgroßmeister Ludek Pachman, dem ZDF-Fernsehmoderator Gerhard Löwenthal und dem Journalisten Joachim Siegerist gegründet. Pachman wurde zum Vorsitzenden und Siegerist zu seinem Stellvertreter gewählt. Dem Kuratorium der Konservativen Aktion, dem Gerhard Löwenthal vorstand, gehörten auch die Professoren Klaus Motschmann und Lothar Bossle an, ebenso Markus Motschmann, einer der Funktionäre des Berliner Unions-Nachwuchses. Der Verein hatte seinen Sitz in München.

## Aktionen
Die Konservative Aktion hatte sich unter anderem zum Ziel gesetzt, „Bürgerwehren“ in Großstädten wie Berlin, Frankfurt oder Bremen gegen linke „Profi-Revolutionäre“ aufzubauen. 1983 stemmten Mitglieder der Konservativen Aktion ein Loch in die Berliner Mauer. Zum Jahrestag des Volksaufstandes in der DDR (17. Juni) und dem Tag des Mauerbaus (13. August) wurden regelmäßig Demonstrationen in Berlin bzw. an der Grenze zur DDR veranstaltet. Die antikommunistischen Aktivitäten der Konservativen Aktion gingen mit einer stark pro-amerikanischen Haltung einher. Außerdem belagerten Angehörige der Konservativen Aktion besetzte Häuser und traten bei linken Demonstrationen als Gegendemonstranten auf.

### Aktion Heimkehr
Mit der „Aktion Heimkehr“ wollte der Verein in Deutschland lebende Türken zum Verlassen der Bundesrepublik animieren. Erreicht werden sollte dies unter anderem mit Briefen in türkischer Sprache, in denen Türken in Deutschland um Verständnis dafür gebeten werden, dass „Bundeskanzler Helmut Kohl im Interesse unserer Nation die Ausländerzahlen innerhalb der nächsten 10 Jahre in Deutschland durch Rückkehr in die Heimatländer halbieren muß“. Ein im Rahmen der „Aktion Heimkehr“ organisierter Marsch nach Berlin-Kreuzberg am 17. Juni 1983 hatte gewalttätige Straßenschlachten zur Folge.

### Das Lied der Deutschen
Im Herbst 1983 veröffentlichte die Konservative Aktion eine Schallplatte mit dem Deutschlandlied in allen drei Strophen sowie einem Kommentar (einer „geschichtlichen Besprechung“) von Gerhard Löwenthal. Zunächst wurden 250.000 Exemplare gepresst und in ganzseitigen Zeitungsanzeigen beworben. Die Nationalhymne sei bislang nicht „als einzelne Platte“ zu haben, nicht einmal zwei Prozent der Bundesbürger würden den Text des Liedes kennen. Beides sei „beschämend und einmalig in der Welt“. Die Abgabe (d. h. Zusendung per Post) erfolgte offiziell kostenlos, tatsächlich wurde aber eine „Mindestspende“ von zehn DM verlangt. Bis 1986 will man so über eine Million Exemplare abgesetzt haben, unabhängig belegt ist das aber nicht.

## Niedergang
Mitte 1986 kam es zu heftigen internen Auseinandersetzungen im Vorstand. Hintergrund waren eine umstrittene Kampagne zur Freilassung des in Berlin-Spandau inhaftierten Hitler-Stellvertreters Rudolf Heß sowie ein Rundschreiben mit beleidigenden Äußerungen gegen Willy Brandt. Außerdem wurden dem Geschäftsführer der Konservativen Aktion, Joachim Siegerist, vom Vereinsvorsitzenden Pachman finanzielle Unregelmäßigkeiten vorgeworfen, welche Siegerist bestritt. Im Juni 1986 schloss man ihn und den Chef der Konservativen Jugend, Michael Stange, aus dem Verein aus. Im September stellte Pachman für die Konservative Aktion einen Konkursantrag, Siegerist und andere riefen den bis heute bestehenden Verein Die Deutschen Konservativen ins Leben.

## Wirkung
Wegen ihrer zum Teil radikalen Kampagnen war der Verein bei den ihr nahestehenden Unionsparteien umstritten. Einzelne CDU-Verbände wie z. B. die JU Hamburg fassten Abgrenzungsbeschlüsse gegen die Konservative Aktion. Der damalige regierende Bürgermeister von West-Berlin, Richard von Weizsäcker, bezeichnete die Aktivitäten des Vereins als „schädlich und falsch“.